# Vladimir Iacovlev
Vladimir Iacovlev (n. 17 august 1939, Mălăiești, Unitățile administrativ-teritoriale din Stînga Nistrului, Republica Moldova – d. 31 decembrie 2015) a fost un etnopolitolog, ecopedolog, geograf și cercetător moldovean.

## Biografie
Vladimir Iacovlev s-a născut pe 17 august 1939 în Mălăiești, pe atunci în RASS Moldovenească. A studiat la Universitatea din Tiraspol. După absolvire, Iacovlev a intrat în conflict cu șeful catedrei de geoștiințe, Isai Șrira, nefiind păstrat la catedră. El nu a obținut titlul de doctor decât după căderea comunismului, deși avea teza pregătită din 1969. Conform propriilor declarații, acest lucru s-a întâmplat deoarece a refuzat să se înscrie în partidul comunist și să include hotărârile partidului în primul capitol al tezei.
Vladimir Iacovlev s-a implicat în mișcarea de eliberare națională iar, în 1992, după ce Moldova a devenit independentă de URSS, a devenit șef de secție la Institutul de Ecologie și Geografie. La alegerile parlamentare din 1994 a candidat din partea Partidului Democrat din Moldova, condus de fostul deținut politic Gheorghe Ghimpu, dar nu a fost ales.
Vladimir Iacovlev a decedat pe 31 decembrie, 2015.